# Oeiras (kommun i Brasilien, Piauí, lat -6,91, long -42,18)
Oeiras är en kommun i Brasilien.   Den ligger i delstaten Piauí, i den östra delen av landet, 1 200 km nordost om huvudstaden Brasília. Antalet invånare är 35 646.
Följande samhällen finns i Oeiras:
- Oeiras

Omgivningarna runt Oeiras är huvudsakligen savann. Runt Oeiras är det glesbefolkat, med 12 invånare per kvadratkilometer.